# Hyaloderma
Hyaloderma es un género de hongos de la clase Sordariomycetes. Se desconoce la relación de este taxón con otros taxones de la clase (incertae sedis).